# Plagiolepis balestrierii
Plagiolepis balestrierii é uma espécie de formiga do gênero Plagiolepis, pertencente à subfamília Formicinae.